# Chiesa di Santa Cecilia alla Pace
La chiesa di Santa Cecilia alla Pace è un edificio sacro che si trova in località La Pace a Foiano della Chiana, in provincia di Arezzo.

## Descrizione
La piccola chiesa conserva sull'altare maggiore una Natività della Vergine dipinta da Antonio Circignani detto il Pomarancio, probabilmente databile intorno al terzo decennio del Seicento, che evidenzia rapporti con la pala omonima dipinta da Andrea Commodi nel 1611 circa, conservata nella chiesa di San Michele.